# Julissa Reynoso
Julissa Reynoso Pantaleón (Salcedo, Hermanas Mirabal;  2 de enero de 1975) es una abogada y diplomática dominico-estadounidense.
El 18 de diciembre de 2021 fue ratificada por el Senado de los Estados Unidos como embajadora de Estados Unidos en España y Andorra. En enero de 2021 fue nombrada Jefa de Gabinete de la Primera dama de los Estados Unidos con Jill Biden y Copresidenta del Consejo de Política de Género de La Casa Blanca.
En 2012 se convirtió en la embajadora más joven de Estados Unidos cuando asumió el puesto de embajadora de Estados Unidos en Uruguay en el equipo de Hillary Clinton, entonces secretaria de Estado. Anteriormente, Reynoso se desempeñó como subsecretaria adjunta de la Oficina de Asuntos del Hemisferio Occidental del Departamento de Estado de los Estados Unidos.

## Biografía
Julissa Reynoso nació en Salcedo, en República Dominicana en el seno de una familia numerosa de mujeres independientes. "Mi abuela, mi madre, mis tías... Gente que no está en los archivos nacionales del país, pero han impactado mi camino de manera trascendente" explica. Estuvo cuatro años sin ver a su madre, inmigrante ilegal en Nueva York, donde ella llegó a los siete años, en 1982. Su juventud transcurrió viviendo en el sur del Bronx donde asistió a colegios católicos. Se graduó de la secundaria Aquinas con las mejores calificaciones de su curso y logró una beca para estudiar leyes en la Universidad de Harvard. Tras obtener el grado en Gobierno en la Universidad de Harvard en 1997, realizó una maestría en Filosofía en el Emmanuel College de la Universidad de Cambridge (Inglaterra) en 1998 antes de inscribirse en la Facultad de Derecho de la Universidad de Columbia, donde obtuvo el título de Juris doctor en 2001. Trabajó un tiempo en el bufete Simpson Thacher & Bartlett LLP de Nueva York, pero justo al terminar la carrera empezó a trabajar con la jueza Laura Taylor Swain.
En 2008 tuvo una participación activa en la campaña de la exsenadora Hillary Rodham Clinton a la presidencia antes de unirse a la campaña del entonces senador Barack Obama. Antes de incorporarse a la administración Obama, ejerció la abogacía en el estudio jurídico internacional de Simpson Thacher & Bartlett LLP en Nueva York y vivió en el barrio Washington Heights de Manhattan. También fue especialista legal en el Instituto de Integridad de Políticas de la Facultad de Derecho de la Universidad de Nueva York y de la Facultad de Derecho de la Universidad de Columbia.
En 2006, fue Directora Adjunta de la Oficina de Rendición de Cuentas del Departamento de Educación de la ciudad de Nueva York. Ha realizado numerosas publicaciones en inglés y español sobre una variedad de temas, como la reforma reglamentaria, la organización comunitaria, la reforma de la vivienda, las políticas migratorias y la política latinoamericana, tanto para la prensa popular como para revistas académicas.

### Administración Obama
El 16 de noviembre de 2009 se unió al equipo de la entonces secretaria de Estado Hillary Clinton como subsecretaria de Estado Adjunta de la Oficina de Asuntos del hemisferio occidental con especial dedicación a las políticas de seguridad para Centroamérica y el Caribe.
En octubre de 2011, el presidente Barack Obama anunció su intención de nominar a Reynoso como Embajadora de los Estados Unidos de América en la República Oriental del Uruguay.  El 30 de marzo de 2012 el Senado de los Estados Unidos confirmó la nominación como Embajadora extraordinaria y plenipotenciaria de los Estados Unidos de América en la República Oriental del Uruguay, convirtiéndose en la embajadora más joven de Estados Unidos. Como embajadora, se concentró en temas de comercio, particularmente el comercio agrícola, así como en las áreas de ciencia, tecnología y cooperación educativa. "Yo le tengo que agradecer lo mucho que ha hecho por el Uruguay" dijo en 2014 en entonces presidente de Uruguay José Mujica.

### Administración Biden
En noviembre de 2020 fue nombrada jefa de gabinete de la oficina de la nueva primera dama de los Estados Unidos, Jill Biden, puesto que asumió en enero de 2021.  También asumió la copresidencia del Consejo de Políticas de Género de la Casa Blanca y asumió asuntos de inmigración.
El 27 de julio de 2021, el presidente Joe Biden anunció el nombramiento de Reynoso como embajadora de Estados Unidos en España y Andorra. El 19 de diciembre de 2021 el Senado ratificó su nombramiento.
Reynoso es miembro del Diálogo Interamericano.

## Posiciones
- Inmigración. Reynoso ha estado involucrada en cuestiones de inmigración durante toda su carrera política. En marzo de 2021 formó parte de la delegación del gobierno de Biden que visitó la zona fronteriza en el estado de Texas y un centro de detención para menores inmigrantes.[9]
- Defensora de las políticas de igualdad destaca tres áreas: la seguridad económica de la mujer, la lucha contra la violencia de género y la defensa de la salud y derechos sexuales reproductivos.[10][9]

## Premios y reconocimientos
- 2012, Orden del Quetzal, Guatemala.[11]
- 2014, Young Global Leader por el Foro Económico Mundial.[12]
- 2014, Gran Cruz de Plata de la Orden José Cecilio del Valle en Honduras (2014)[13]
- 2017, Reynoso fue reconocida en la "Lista de abogadas líderes en Nueva York" de Crain Communications en Nueva York.[14]
- 2017, Ella y su colega Nicole Silver fueron reconocidas en el ranking de Latinvex de "Las 100 mejores abogadas de América Latina".[15]
- 2017, Winston & Strawn fue clasificada como una firma internacional por su práctica en América Latina, de la cual Reynoso es miembro, en la categoría de arbitraje internacional.[16]